# دقة الصورة
دقة تفاصيل الصورة (resolution) تصف كمية التفاصيل التي تعرضها هذه الصورة. وينطبق هذا التعبير على الصور الرقمية، صور الأفلام، والأنواع الأخرى من الصور. فكلما زادت دقة تفاصيل الصورة يعني هذا زيادة التفاصيل.
يمكن قياس دقة تفاصيل الصورة بطرق مختلفة، ولكن بشكل أساسي فإن دقة التفاصيل تعبر عن أكبر مدى من التقارب يمكن أن تكون عليه خطوط الصورة بحيث تبقى واضحة ومرئية. ووحدات قياس الدقة يمكن أن ترتبط بالوحدات المادية (مثلا الخطوط في كل ملليمتر أو الخطوط لكل بوصة)، أو المقاس الكلي للصورة (عدد الخطوط بالنسبة لارتفاع الصورة، وتعرف بشكل أبسط بعدد الخطوط أو خطوط التلفزيون). غير ذلك، يمكن أيضا أن تستخدم أزواج الخطوط بدلا من الخطوط. زوج الخطوط هو زوج من خطين متجاورين أحدهما مضيء والآخر مظلم، حيث يحسب عدد الخطوط كل من الخطوط المضيئة والمظلمة. وكمثال فإن دقة تفاصيل 10 خطوط في الملليمتر تعني 5 خطوط مظلمة بالتناوب مع 5 خطوط مضيئة.
وغالبا ما تقاس الدقة في العدسات الفوتوغرافية والأفلام بأزواج الخطوط لكل ملليمتر.

## دقة التفاصيل في الصور الرقمية
يمكن وصف دقة التفاصيل في الصور الرقمية بالعديد من الأساليب.

### دقة التفاصيل بالعنصر بيكسل
عادة ما يستخدم مصطلح دقة التفاصيل ريزولوشين في التصوير الرقمي على أنه تعداد العناصر (بيكسلز)، رغم أن المعايير الدولية الأمريكية واليابانية حددت أنه لا يجب أن يستعمل كذلك. على الأقل في مجال آلات التصوير الرقمية.
وكمثال فإن صورة بارتفاع ن بكسل وعرض م بكسل قد يكون لها أية دقة تفاصيل أقل من عدد خطوط ن لارتفاع الصورة، أو عدد خطوط تلفزيون ن.
ولكن عندما يستخدم تعداد العنصورات كتعبير عن دقة التفاصيل، فإن المتفق عليه أن توصف دقة التفاصيل في رقمين صحيحين موجبين. حيث يكون الرقم الأول هو عدد أعمدة العنصورات (العرض) والثاني هو عدد صفوف العنصورات (الارتفاع)، على سبيل المثال 640 × 480.
هناك طريقة أخرى متفق عليها، وهي التعبير عن دقة التفاصيل بالعدد الإجمالي للعنصورات في الصورة، وتحديداً كعدد الميجابكسل، والذي يمكن حسابه بضرب عدد أعمدة العنصورات بعدد صفوفها ثم القسمة على 1000000.
ومن الطرق الأخرى المتفق عليها أن يعبر عن الدقة بعدد العنصورات لكل وحدة طول أو وحدة مساحة، مثلا العنصورات لكل بوصة أو كل بوصة مربعة.
ولكن ليست أي من هذه التعبيرات لدقة التفاصيل بالعنصورة هي دقة التفاصيل الحقيقية.
الشكل التوضيحي التالي يوضح كيف يمكن أن تبدو الصورة في مستويات مختلفة من دقة التفاصيل بالعنصورة، وذلك إذا تم إخراج الصورة (عرضها) في أجزاء مربعة حادة. (عادة ما يفضل إعادة إنشاء الصورة من العنصورات بشكل ناعم، ولكن لتوضيح فكرة العنصورات فإن المربعات الحادة تكون أفضل).

الصورة التي لها 2048 عنصورة عرضاً و1536 طولاً يكون لها إجمالاً 2048×1536=3,145,728 عنصورة أو 3.1 ميجا بكسل. ويمكن التعبير عنها كصورة 2048×1536 أو 3.1 ميجا بكسل. وكلما زاد عدد الميجابكسل للكاميرا كلما زادت قدرتها على إنتاج صور أكبر مقاساً، فكاميرا 5 ميجا بكسل قادرة على التقاط صور أكبر مقاساً من كاميرا 3 ميجابكسل.
وشاشات العرض الأكبر مقاسا عادة ما يكون لها دقة تفاصيل أكبر مقاسة بالعنصورة .

### دقة التفاصيل الفراغية
إن مقياس مدى إمكانية رؤية الخطوط المتقاربة منفصلة في صورة يسمي دقة التفاصيل الفراغية (المعتمدة على الفراغات والمسافات)، وهي تعتمد على خصائص النظام الذي ينشئ الصورة وليس فقط دقة التفاصيل بالعنصورة في العنصورات لكل بوصة (ppi). ولأغراض عملية فإن وضوح الصورة يتحدد من دقة تفاصيلها الفراغية، وليس عدد العنصورات في صورة ما. وتطبيقيا فإن دقة التفاصيل الفراغية تمثل عدد قيم العنصورات المستقلة لكل وحدة طول.
دقة التفاصيل الفراغية لشاشة الحاسوب عامة تكون من 72 إلى 100 خط في البوصة، بما يناظر دقة العنصورة من 72 إلى 100 عنصورة لكل بوصة (ppi).
في أنظمة المعلومات الجغرافية (GISs)، دقة التفاصيل الفراغية تعبر عادة عن مسافة النموذج الأرضي (GSD)، أو بمعنى آخر كم من مساحة سطح الأرض يغطي العنصورة الواحدة.

### دقة التفاصيل الطيفية
الصور اللونية تفرق بين الألوان ذات الأطياف المختلفة. الصور ذات الأطياف المتعددة لديها القدرة حتى أن تحدد الفروق في الطيف بشكل أدق مما هو مطلوب لإعادة إنتاج اللون. وعلى هذا يكون لها دقة تفاصيل طيفية أعلى.

### دقة التفاصيل الوقتية
آلات تصوير الأفلام والكاميرات عالية السرعة يمكنها أن تميز بوضوح بين الأحداث في نقاط زمنية مختلفة. الدقة الوقتية المستخدمة في الأفلام عادة ما تكون 15 إلى 30 إطاراً في الثانية (fps). بينما يمكن للكاميرات عالية السرعة أن تميز من 100 إلى 1000 fps.
تقوم العديد من الكاميرات وأجهزة العرض بتعديل مكونات اللون بالتناسب مع بعضها البعض، أو تقوم بمزج الدقة الوقتية مع الفراغية.

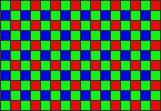
digital camera
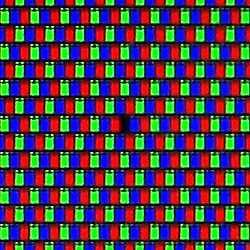
LCD
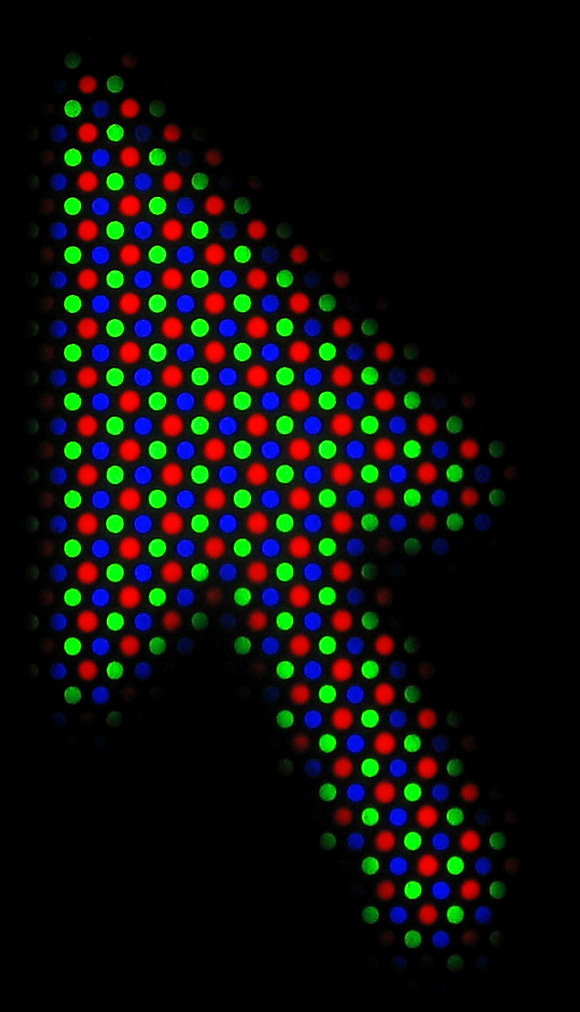
CRT

### دقة تفاصيل القياسات الإشعاعية
وهي تحدد إلى أي مدى يمكن لنظام ما أن يمثل أو يميز بدقة بين اختلافات الكثافة، وعادة ما يعبر عنها كعدد المستويات أو عدد البتات. على سبيل المثال 8 بت أو 256 مستوى وهو النموذجي لملفات صور الحاسوب. كلما زادت دقة تفاصيل القياسات الإشعاعية كلما أمكن تمثيل الاختلافات الغير ملحوظة في الكثافة أو الانعكاس بشكل أفضل، على الأقل نظرياً. وتطبيقياً فإن دقة تفاصيل القياسات الإشعاعية الفعلية تكون محدودة بمستوى التشويش وليس بعدد البتات للتمثيل.

## دقة التفاصيل في وسائط متنوعة
هذه قائمة بالقياسات الرقمية المعاصرة (والتقليدية، أنواع دقة التفاصيل التناظرية الأفقية) لوسائط متنوعة. تحتوي القائمة فقط على الأنواع الشائعة وليس النادرة، وجميع القيم تقريبية (مقربة لأقرب 10) حيث أن الجودة الحقيقية قد تختلف من آلة لآلة أو من شريط لشريط. ولتسهيل المقارنة، كل القيم بنظام NTSC، لأنظمة PAL تستبدل "480" بـ"576".
- 350×240 (260 خطاً): قرص فيديو مدمج
- 330×480 (250 خطاً): Umatic, Betamax, VHS, Video8
- 400×480 (300 خطاً): Super Betamax, Betacam (pro)
- 440×480 (330 خطاً): بث تناظري
- 560×480 (420 خطاً): LaserDisc, Super VHS, Hi8
- 670×480 (500 خطاً): Enhanced Definition Betamax
- Digital:
  - 720×480 (520 خطاً): D-VHS, DVD, miniDV, Digital8, Digital Betacam (pro)
  - 720×480 (400 خطاً): Widescreen DVD (anamorphic)
  - 1280×720 (720 خطاً): D-VHS, HD DVD, Blu-ray, HDV (miniDV)
  - 1440×1080 (810 خطاً): HDV (miniDV)
  - 1920×1080 (1080 خطاً): D-VHS, HD DVD, Blu-ray, HDCAM SR (pro)
  - 10,000×7000 (7000 خطاً): IMAX, IMAX HD, OMNIMAX

## راجع أيضاً
- دقة شاشة
- المدرج التكراري لصورة